# Voivoda

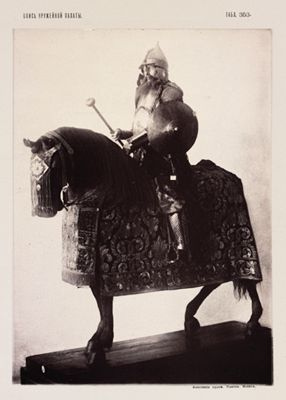
Armadura d'un voivoda

Un voivoda és un títol eslau, que originalment identificava el comandant suprem d'una força militar, i que gradualment va canviar per designar el càrrec de governador d'un territori, els voivodats. El títol es va fer servir a diversos països de l'est d'Europa durant l'edat mitjana i l'edat moderna: Bohèmia, Bòsnia, Bulgària, Croàcia, Transsilvània, Macedònia, Polònia, Rússia, Sèrbia, Moldàvia i Valàquia.
Posteriorment el títol de voivoda (војвода en cirílic serbi), derivat del títol medieval, es va utilitzar per a designar el més alt grau militar dels principats de Montenegro i Sèrbia, el Regne de Iugoslàvia (inicis del segle xx i fins a la II Guerra Mundial) i entre els txètniks serbis (s.XIX). Actualment el títol existeix a Polònia com a càrrec funcionarial i el país es divideix en 16 voivodats.
En alguns casos el títol històric s'ha equiparat amb el de príncep o de duc.

## En la cultura popular
- La novel·la gòtica Dràcula de Bram Stoker (1897) aparentment està parcialment inspirada en el personatge històric de Vlad Țepeș, Vlad III l'empalador, fill de Vlad II Dracul i voivoda de la Valàquia (avui part de Romania) de mitjans del s. XV.
- El Voivoda (Op. 3) és el títol de la primera òpera acabada del compositor rus Txaikovski. El títol fa referència al càrrec de voivoda (governador militar) de Shalygin, el personatge que dona nom a l'obra, històricament la trama se situa en una ciutat del Volga a mitjans del s.XVII.[2][3] El Voivoda (Op. 78) també és el títol d'una balada simfònica del mateix compositor.